# Каменный окунь-зебра
Каменный окунь-зебра (лат.  Serranus scriba) — вид лучепёрых рыб семейства каменные окуни (Serranidae).

## Ареал
Распространены в восточной части Атлантического океана от Ла-Манша и Бискайского залива до Сенегала, включая Азорские и Канарские острова, архипелаг Мадейра, а также в Средиземном, Эгейском, Мраморном и Чёрном морях.

## Описание
Тело вытянутое, относительно высокое, покрыто ктеноидной чешуёй. В спинном плавнике 10 колючих и 14—17 мягких лучей. В анальном плавнике 3 колючих и 7—8 мягких лучей. Хвостовой плавник усечённый или слабозакруглённый. Окраска тела от оранжевой до красной с 5—8 вертикальными полосами, которые в задней части тела заходят на спинной плавник. Полосы от голубоватого до тёмно-коричневого цвета. Обычные размеры варьируются от 5 до 25 см, максимальная стандартная длина тела 36 см . Максимальная продолжительность жизни 16 лет. 

## Биология
Морская придонная рыба. Обитает на глубине 5—150 м над скальными, песчаными и галечниковыми грунтами, часто в зарослях посидоний. 
Синхронные гермафродиты. Впервые созревают при длине тела 9,3 см (50% популяции). Нерестятся в Адриатическом море в мае — августе с пиком в июне — июле. В Чёрном море нерест отмечен с июня по сентябрь. У Канарских островов 50% особей в популяции созревают при длине тела 17,3 см. Нерестятся с января по сентябрь с пиком в мае.